# ゴクヒエン県
ゴクヒエン県（ゴクヒエンけん、ベトナム語：Huyện Ngọc Hiển / 縣玉顯?）は、ベトナム社会主義共和国カマウ省の県。面積は735.18km²、人口は78,033人（2017年）である。ベトナム最南端の県である。

## 行政区画
以下の1市鎮6社から構成される。
- ラックゴック市鎮（Rạch Gốc / 瀝梏）
- ダットムイ社（Đất Mũi / 坦㙁）
- タムザンタイ社（Tam Giang Tây / 三江西）
- タンアンタイ社（Tân Ân Tây / 新恩西）
- タンアン社（Tân Ân / 新恩）
- ヴィエンアン社（Viên An / 園安）：ベトナム最南端
- ヴィエンアンドン社（Viên An Đông / 園安東）